# Mercy Ships
Mercy Ships (ou  Navires de la miséricorde en français) est une organisation humanitaire médicale chrétienne évangélique internationale. Elle travaille à améliorer l'accès aux soins de santé dans les pays d'Afrique. Les soins sont donnés à bord des bateaux de l'ONG qui accostent dans les ports et sont gratuits. Son siège est situé à Lausanne en Suisse. Son président est Myron E. Ullman. 

## Histoire

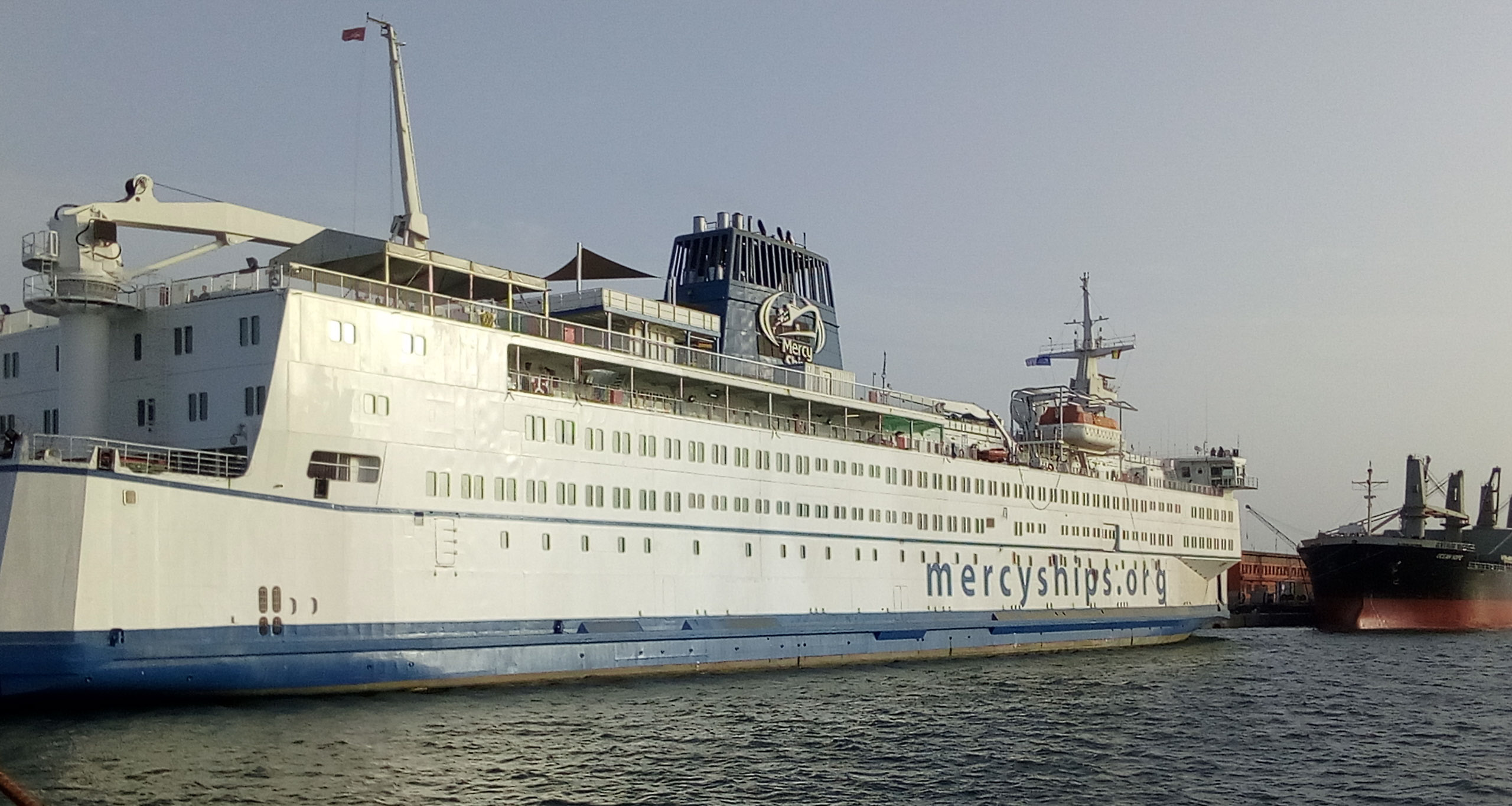
Le navire-hôpital Africa Mercy lors d'une mission à Conakry, en Guinée, 2019

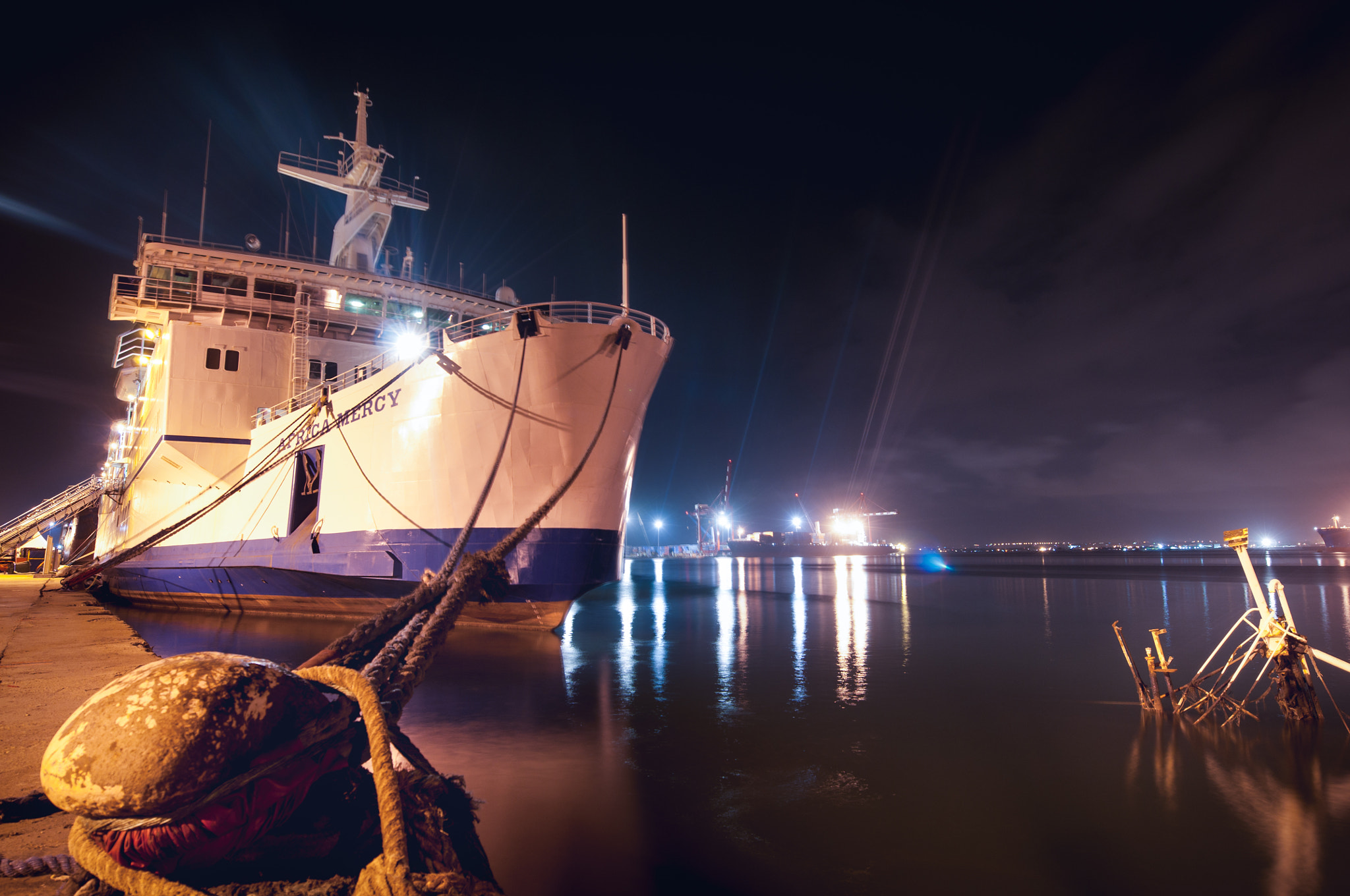
Africa Mercy à Pointe Noire, au Congo, 2013

En 1978, les missionnaires américains Donald Stephens et Deyon ont acquis un bateau pour un million de dollars, dans le but de le transformer en navire-hôpital, afin d'aider les démunis partout dans le monde,. L'organisation a été fondée la même année à Lausanne en Suisse. Elle a été affiliée à Jeunesse en Mission avant de devenir indépendante en 2003. En 1982, après 4 années de modernisation, le paquebot rebaptisé Anastasis a été transformé en hôpital flottant; il compte 3 salles d’opération et 1 salle d’hospitalisation de 40 lits. En 2007, l’Africa Mercy vient remplacer l'ancien navire,. Le Global Mercy, le plus grand des quatre navires-hôpitaux de l'organisation, est entré en service en 2022.

## Programmes
Mercy ships possède des programmes sur 2 navires-hôpitaux, l'Africa Mercy et le Global Mercy . Une mission est généralement de 10 mois dans un port en Afrique et des professionnels qualifiés offrent leurs services bénévolement ,.

### Aide médicale
L'ONG apporte des soins de santé gratuits dans les domaines de la gynécologie, de l'ophtalmologie, de la chirurgie et des soins dentaires. Elle permet entre autres de soigner les gens atteints de défiguration. Ces derniers sont souvent mis à l'écart de leur village, MercyShips leur offre donc un nouveau visage mais aussi une nouvelle vie au sein de la communauté.
L'Africa Mercy est équipé de 5 blocs opératoires, de 82 lits, d'un scanner, d'un équipement permettant de réaliser des radios à rayon-X ainsi que de son propre laboratoire. Durant sa mission en Sierra Leone, entre février et juin 2011, l'équipe médicale a pratiqué 750 opérations et 12000 soins dentaires.
Mercy Ships dispense également des formations pour le personnel médical des villes visitées afin d'améliorer leurs connaissances et la pratique de chirurgie opératoire. Grâce à cela, même après le départ du navire-hôpital, les soins médicaux ne sont pas suspendus.

### Aide connexe
L'organisation ne s'occupe pas seulement de fournir de l'aide médicale, elle apporte également des formations médicales . Des équipes partent également dans les villages afin de rénover les centres de soins locaux et d'apporter du matériel médical,.

## Reconnaissance
Le travail de l'ONG a été reconnu par divers présidents des pays bénéficiaires .